# Lolodorf
Lolodorf är en ort i Kamerun.   Den ligger i regionen Södra regionen, i den sydvästra delen av landet, 110 km sydväst om huvudstaden Yaoundé. Lolodorf ligger 467 meter över havet och antalet invånare är 22 252.
Terrängen runt Lolodorf är platt åt sydväst, men åt nordost är den kuperad. Trakten runt Lolodorf är glesbefolkad, med 18 invånare per kvadratkilometer. Det finns inga andra samhällen i närheten. I omgivningarna runt Lolodorf växer i huvudsak städsegrön lövskog.